# 2711 (getal)
2711 is een oneven natuurlijk getal dat na 2710 komt en voor 2712 staat.

## In dewiskunde
- 2711 is een priemgetal. Het vormt een priemtweeling met het getal 2713.
  - Samen met de priemtweeling 2729 en 2731 vormen zij een priemkwartet rondom {\displaystyle k=2721}.[1][2]
- 2711 is het vierde getal {\displaystyle k} (na 73, 271 en 421) waarvoor geldt dat {\displaystyle (19^{k}-3^{k})/16} een priemgetal is.[3]